# Cefiso (mitología)

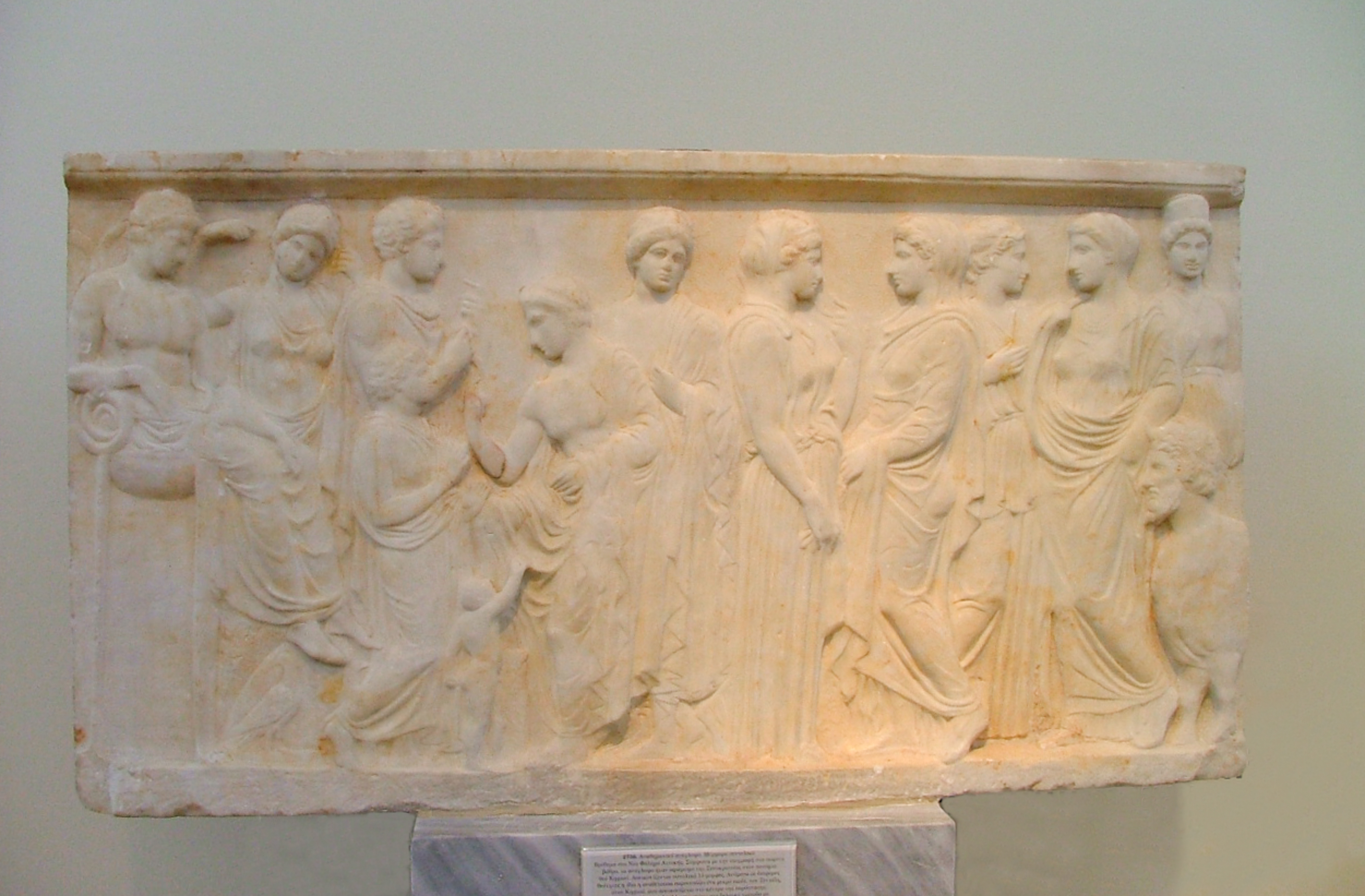
Relieve votivo, en cuyo centro un niño es presentado a Cefiso. Museo Arqueológico Nacional de Atenas, nº inv. 2756.

Cefiso (en griego antiguo: Κηφισός) es, en la mitología griega, la personificación del río Cefiso, que a menudo se trata del río homónimo de Beocia pero en unos pocos casos se pudiera referir al del Ática, aunque los mitógrafos nunca lo especifican claramente. Sea como fuere era hijo de Océano y Tetis, como el resto de los dioses fluviales y el padre de varias figuras mitológicas. El más conocido es Narciso, que el dios del río concibió al violar a la ninfa Liríope después de ser atrapada entre sus olas.

## Cefiso de Beocia
| Prole de Cefiso | Referencia |
| --------------- | --- |
| Dáulide         | «Dicen que el nombre (Dáulide) le fue puesto a la ciudad por la ninfa Dáulide y que ésta es hija del Cefiso». |
| Eteocles        | «Todavía antes de esto Andreo recibió por esposa de Atamante a Evipe, una hija de Leucón, y tuvo un hijo, Eteocles, según dicen los ciudadanos hijo del río Cefiso, hasta el punto de que algunos poetas lo llaman en sus versos Cefisíada». |
| Evonumio        | Según Corina, un hijo del Cefiso y quizás padre de Evonumia, a quien la poetisa dedica el poema llamado Evonumia. La epónima Áulide, situada en Beocia, también podría tener que ver con Evonumio.                                           |
| Lilea           | «Dicen que Lilea era una de las llamadas Náyades e hija de Cefiso, y que el nombre (del pueblo de Lilea) le fue puesto por la ninfa». |
| Melena          | «Consideran que Delfo es hijo de Apolo y de Tuya. Otros dicen que él tuvo por madre a Melena, hija de Cefiso». |
| Narciso         | Entre los efebos más bellos se encuentra «Narciso, hijo del río Cefiso, que se enamoró de sí mismo». |
| Tuya            | «Acto seguido, los delfios dedicaron a los vientos un altar en Tuya, justo donde se halla el recinto consagrado a la hija de Cefiso, Tuya, e impetraron su protección con sacrificios».                                                      |

Ovidio nos cuenta que «el Cefiso llora la suerte de su nieto, convertido por Apolo en una gorda foca». No se conoce la idendidad del nieto de Cefiso, pues ese mito no ha sobrevivido hasta nuestros días.

## Cefiso del Ática
Pausanias cuenta que Foroneo fue el primer habitante de las tierras de la Argólide y que Ínaco, que no era un hombre, sino un río, era el padre de Foroneo. Este fue juez entre Poseidón y Hera acerca del país, y con él Cefiso, Asterión y el río Ínaco; y como dictaminaron que la tierra era de Hera, Poseidón hizo desaparecer el agua y, por esto, ni el río Ínaco ni ninguno de los otros ríos citados proporcionan agua, a no ser que el dios haya hecho llover. Sus cauces están secos en verano, excepto los de Lerna.
Estéfano de Bizancio dice que Cefiso fue el padre de Evónimo (Εὐώνυμος), acaso el mismo anteriormente citado. Este dio su nombre al demo de Evonimea, ubicado al sur de Alimos, en Atenas. Se dice que Evónimo a su vez fue el padre de Áulide, la náyade epónima de Áulide. El mismo  autor dice que alternativamente los progenitores de Evónimo también pudieran ser Urano y Gea.